# Andrej Fursenko
Andrej Aleksandrovič Fursenko (in russo Андрей Александрович Фурсенко?; San Pietroburgo, 17 luglio 1949) è un fisico, imprenditore e politico russo, dal 2004 al 2012 ministro dell'Educazione e delle Scienze. Ha il grado civile di Consigliere di Stato effettivo della Federazione Russa di 1ª classe.
Fa parte del gruppo di San Pietroburgo molto legato a Vladimir Putin

## Biografia
Suo padre Aleksandr Fursenko (1927-2008) era uno storico rinomato, membro dell'Accademia Russa delle Scienze. Suo fratello, Sergey Fursenko (nato nel 1954), è un tecnico, uomo d'affari, produttore televisivo e presidente della squadra di calcio Zenit (San Pietroburgo).
Andrej Fursenko è entrato nel Dipartimento di Matematica e Meccanica dell'Università Statale di Leningrado nel 1966 e si è laureato nel 1971. All'università divenne membro del Partito Comunista dell'Unione Sovietica. 
Dal 1971 al 1991 ha lavorato a Leningrado presso l'Ioffe Physico-Technical Institute come ricercatore junior, ricercatore senior, capo del Dipartimento di Informatica (1985-1989), vicedirettore per la scienza (1987-1991). Ha discusso la tesi di laurea in fisica nel 1978 e la tesi di dottorato in fisica nel 1990.

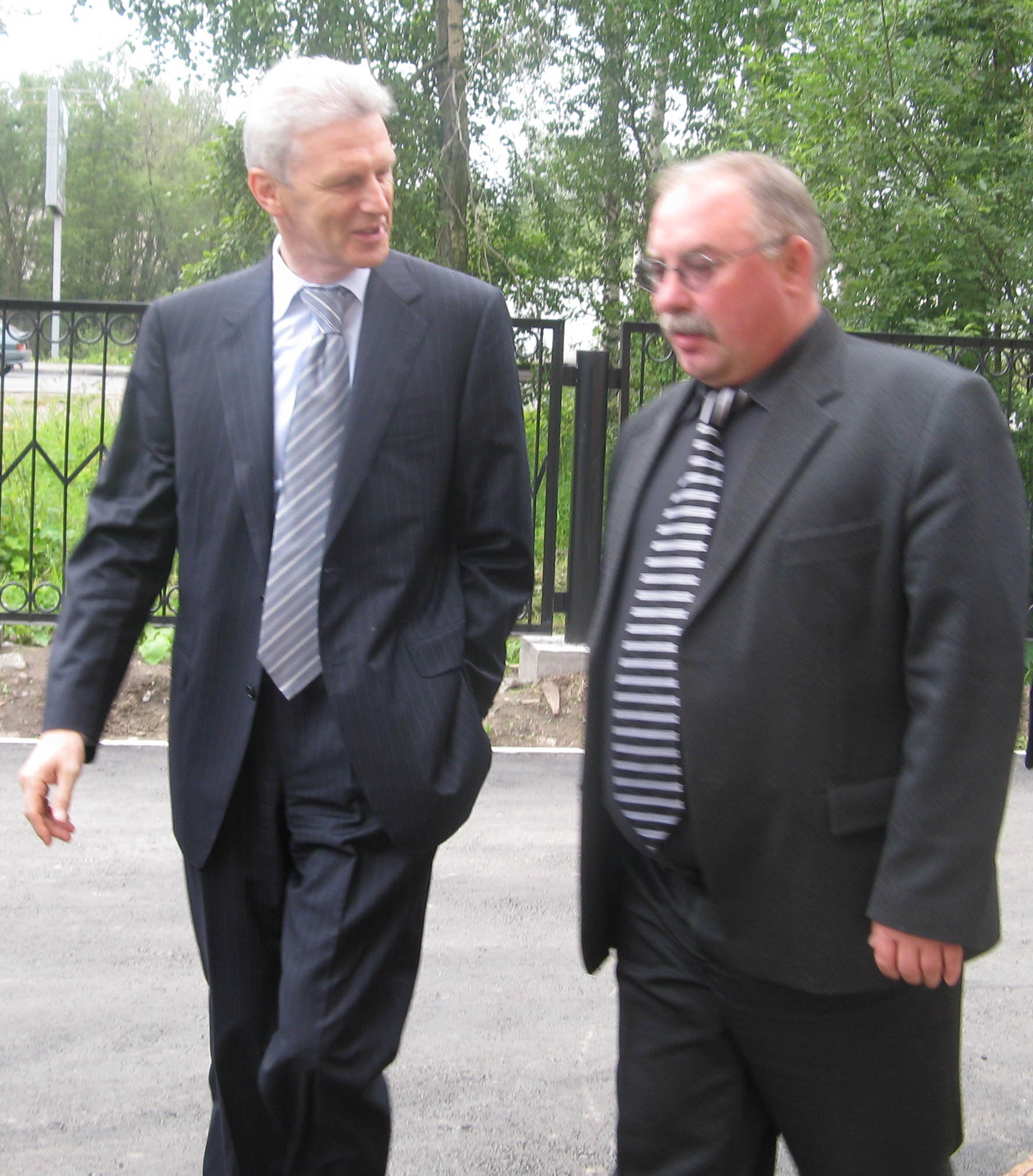
Andrej Fursenko (sinistra) visita Arkangelsk

Nel 1990-1991, insieme a Jurij Koval'čuk (un altro vicedirettore) e Vladimir Jakunin (capo del dipartimento delle relazioni estere dell'istituto), ha cercato di creare un'impresa commerciale all'interno dell'istituto che sarebbe stata impegnata nell'applicazione dei risultati scientifici. Questi piani, tuttavia, furono contrastati da Zhores Alfyorov, direttore, così che Fursenko, Kovalchuk e Jakunin lasciarono le loro posizioni nell'istituto.
Al di fuori dell'istituto di San Pietroburgo hanno fondato diverse aziende specializzate nell'applicazione della scienza.
Nel 1991-1992 Fursenko è stato vicepresidente della società di ricerca e sviluppo Advanced Technology Center Ltd guidata da Yuriy Kovalchuk.
Dal 1992 al novembre 2001 è stato Direttore Generale della Fondazione Regionale per lo Sviluppo Scientifico e Tecnologico di San Pietroburgo collegata alla fabbrica elettronica OJSC Svetlana. RFSED è stata fondata dalla banca russa, JSC "Fondo per lo sviluppo regionale", OJSC Svetlana, City Property Committee di San Pietroburgo e altre tre imprese.
Nel 1993 Andrej Fursenko conobbe Vladimir Putin che lavorava nell'ufficio del sindaco di San Pietroburgo come capo del Comitato per le relazioni esterne e aveva registrato alcune delle sue società.
Dai primi anni '90, Andrej Fursenko possiede una dacia a Solovyovka, distretto di Priozersky della regione di Leningrado, che si trova sulla riva orientale del lago Komsomol'skoye sull'istmo careliano vicino a San Pietroburgo. I suoi vicini sono Vladimir Putin, Vladimir Jakunin, suo fratello Sergey Fursenko, Yuriy Kovalchuk, Viktor Myachin, Vladimir Smirnov e Nikolay Shamalov. Il 10 novembre 1996, insieme hanno istituito la società cooperativa Ozero (il Lago) che ha unito le loro proprietà.
Nel maggio 1994 - settembre 1995 è stato CEO della joint venture russo-tedesca Investment Consulting Company St. Petersburg (ICC). Nel 1995 Andrej Fursenko divenne membro del partito filogovernativo Our Home Is Russia. Nel settembre 2000 - 2001 è stato console delle Filippine a San Pietroburgo. Dall'ottobre 2000 è Presidente del Consiglio Accademico della Fondazione "Centre for Strategic Research North-West" (CEO Yuriy Kovalchuk).